# 葉腋
葉腋（ようえき、axil）とは、植物において葉と葉のついている茎とのまたになった部分をいう。つまり、葉の付け根にあたる。
通常、枝はこの部分に生じた芽（腋芽）が伸長してできている。また、ジンチョウゲ科やモクセイ科など、この部分に花をつける種もある。